# Los Colorados
Los Colorados (Лос Колора́дос) — український музичний гурт з Тернополя. Спочатку відомий у Тернополі, він здобув популярність у США, зокрема, завдяки виконанню відомої пісні Кеті Перрі «Hot N Cold»: кліп з виступом гурту передивилися в інтернеті кілька мільйонів глядачів.
2012 року кавер гурту на композицію «I Like To Move It» був заставкою під час трансляції футбольних матчів Євро-2012 на німецькому телеканалі ZDF.
Назва гурту нагадує про колорадських жуків, у піснях вони часто використовують сільськогосподарську тематику.

## Історія
Перший виступ гурту відбувся 22 квітня 2007 року, і ця дата вважається днем його заснування. Засновниками гурту були Руслан Приступа (вокал), Ростислав Фук (гітара, вокал), Сергій Масик (бас-гітара, вокал), які працювали разом в одному офісі в м. Тернополі. У своїх виступах хлопці представлялися, як гурт із села Тетильківці, хоча насправді більшість виконаців живе в Тернополі і лише Руслан Приступа — в сусідньому з Тетильківцями селі. За словами виконавців, вони є засновниками нового стилю — «агро-алко-рок».
Першою піснею гурту була пісня «Помідори». У 2008 році гурт запрошений на місцеве телебачення в Тернополі, де вони презентували кілька своїх композицій, серед яких була інтерпретація відомої пісні Кеті Перрі «Hot N Cold». Публікація виступу гурту й особливо цієї пісні на YouTube стала сенсацією[джерело?], особливо у США та інших країнах світу. Їхній дебют також з'явився на американському телебаченні. Станом на жовтень 2009 кліп гурту Los Colorados передивилося в мережі інтернету більш ніж 3 млн глядачів.
Гурт брав участь у фестивалі «Захід» у 2009, 2011 та 2013 роках.
Кавер гурту на композицію «I Like To Move It» зроблено заставкою під час трансляції футбольних матчів Євро-2012 на провідному німецькому телеканалі ZDF.
Гурт підписав контракт зі звукозаписувальною компанією «Motor Music» (знаною, зокрема, своєю співпрацею з гуртом Rammstein).
Кліп на пісню «Тілько ві Львові» став одним з офіційних рекламних відеороликів Львова.
Восени 2014 року гурт розпочав роботу над новим альбомом. На новому альбомі можна буде почути нового ударника гурту Олега Петришина, який прийшов на зміну Лесику Драчуку. 9 жовтня гурт презентував перший сингл з нового альбому під назвою «Руслан», та анонсував вихід нового альбому весною 2017

## Склад гурту

### Нинішні учасники
- Руслан Приступа — вокал, баян, гітара, бас-гітара (2006 — донині)
- Ростислав Фук — гітара, бек-вокал, ударні, казу (2006 — донині)
- Сергій Масик — бас-гітара, бек-вокал, гітара (2006 — донині)
- Олег «Грубий» Петришин — ударні, бек-вокал (2014 — донині)

### Колишні учасники гурту
- Олександр Драчук — ударні, бек-вокал (2006 — 2014)

## Дискографія

### АльбомMove It!
Список композицій
| #     | Назва                                       | Тривалість |
| ----- | ------------------------------------------- | ---------- |
| 1.    | «Hot n Cold» (кавер на Кеті Перрі)          | 3:41       |
| 2.    | «I Like to Move It» (кавер на Reel 2 Real)  | 2:46       |
| 3.    | «Du hast» (кавер на Rammstein)              | 3:50       |
| 4.    | «Indie Boy»                                 | 2:52       |
| 5.    | «Be My Lover» (кавер на La Bouche)          | 3:47       |
| 6.    | «Tik Tok» (кавер на Kesha)                  | 2:49       |
| 7.    | «Let It Be» (кавер на The Beatles)          | 3:40       |
| 8.    | «Besame»                                    | 3:15       |
| 9.    | «U Can't Touch This» (кавер на MC Hammer)   | 2:37       |
| 10.   | «I Love Rock 'n' Roll» (кавер на Joan Jett) | 2:40       |
| 11.   | «My Sweet Mila»                             | 3:00       |
| 12.   | «The Passenger» (кавер на Іггі Поп)         | 3:01       |
| 37:58 |                                             |            |

| Бонусний трек iTunes | Бонусний трек iTunes                   | Бонусний трек iTunes |
| #                    | Назва                                  | Тривалість           |
| -------------------- | -------------------------------------- | -------------------- |
| 13.                  | «Sex on Fire» (кавер на Kings of Leon) |                      |

### Сингли
- I Like To Move It (Motor Entertainment, Дата виходу: 22 травня 2012) Official ZDF Football Song [Архівовано 28 травня 2012 у Wayback Machine.]

### Інші записи

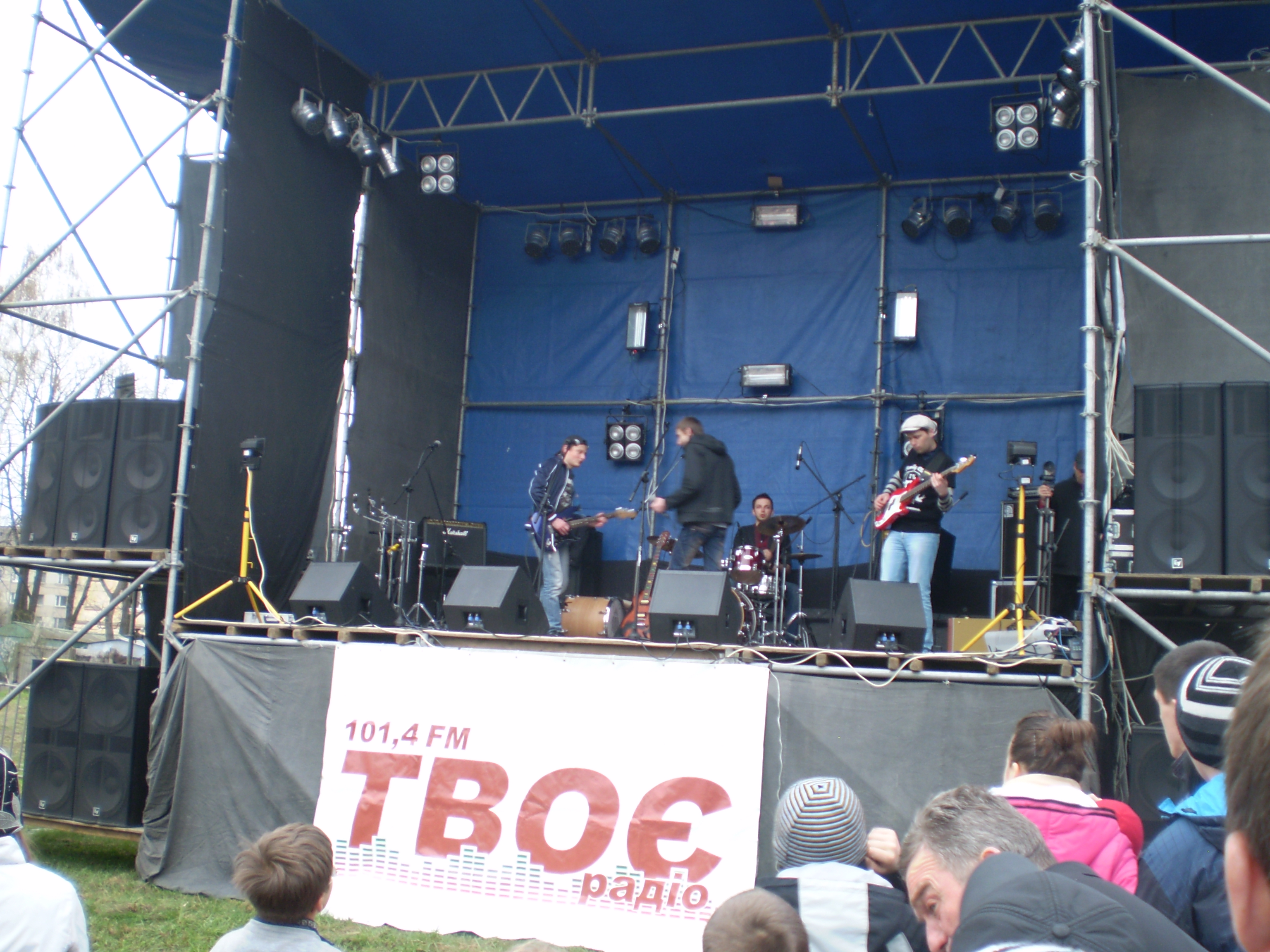
Амор, Амор… Виступ гурту на Великій Гаївці (Дрогобич) 17 квітня 2012 року.

| - Помідори - Гарячий і холодний - Баян, баян - Кохана - Корова здохла - Паскуда - Ненавиджу піаніно - Тьотя Люба - Рілля в ілюмінаторі - Los майонез | - Ровер Україна - Чорна любов - Фіґурка - Ранетки - Чемпіони любві - Півлітри - Ну пагаді - Твоя мама як скажений олень - Sveder boys |

## Цікаве
- Часто гурт після своїх виступів кидає гасло «Вимагаємо, щоб у село Тетильківці провели газ». Таке гасло потрапило в програму гурту, оскільки вокаліст гурту Руслан Приступа мешкає в сусідньому селі. В цілому ж Шумський район Тернопільщини слабо газифікований, зокрема й згадане село.[2]